# Putineiu (Giurgiu)
Pour les articles homonymes, voir Putineiu.
Putineiu est une commune du județ de Giurgiu en Roumanie.